# Дипломатические отношения СССР

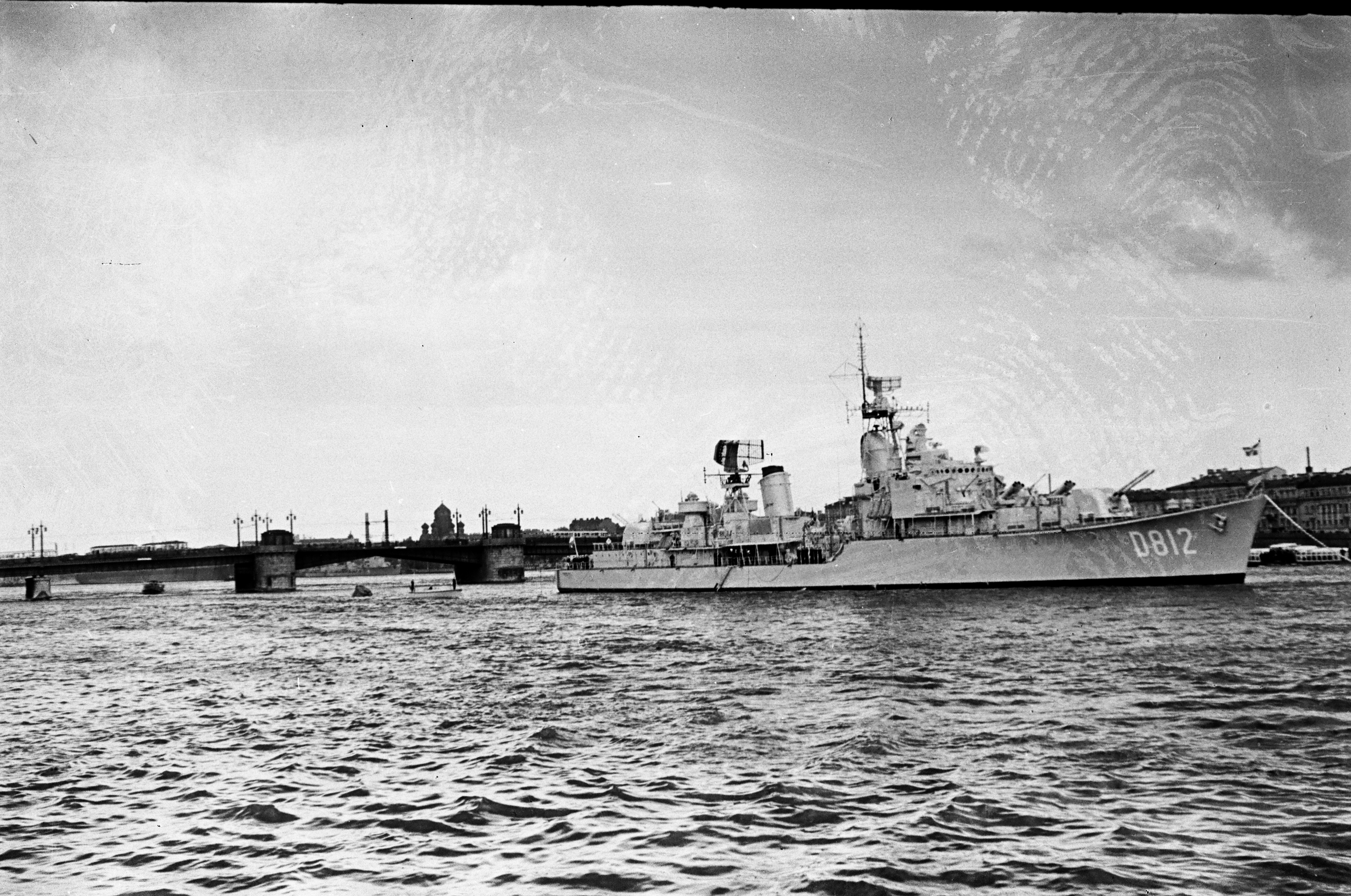
Визит в Ленинград нидерландских военных кораблей в 1956 году

Установление дипломатических отношений СССР (до создания СССР — РСФСР) за период с 1918 по 1991. Указаны государства, существовавшие в 1977 году.
| Государство                             | Установление и возобновление                                                                                         | Примечание |
| --------------------------------------- | --- | --- |
| Австралия                               | 10 октября 1942 16 марта 1959                                                                                        | прерваны 23 апреля 1954 |
| Австрия                                 | 25-29 февраля 1924 20-24 октября 1945                                                                                | прерваны март 1938 |
| Албания                                 | 4 июля — 4 сентября 1924 10 ноября 1945 11 августа 1991                                                              | прерваны 7 апреля 1939 в 1961 посольства отозваны                                                                                                 |
| Алжир                                   | 19-23 марта 1962 | |
| Ангола                                  | 12 ноября 1975 | |
| Аргентина                               | 5 июня 1946 | |
| Афганистан                              | 28 февраля 1921 | с РСФСР; с 23 июля 1923 — с СССР |
| Бангладеш                               | 25 января 1972 | |
| Бельгия                                 | 12 июля 1935 7 августа 1941                                                                                          | прерваны 15 июля 1940 |
| Бенин                                   | 4 июня 1962 | |
| Берег Слоновой Кости                    | 23 января 1967 | прерваны 30 мая 1969 |
| Бирма                                   | 18 февраля 1948 | |
| Болгария                                | 11-23 июля 1934 14-16 августа 1945                                                                                   | прерваны 5 сентября 1944 |
| Боливия                                 | 18 апреля 1945 | |
| Ботсвана                                | 6 марта 1970 | |
| Бразилия                                | 2 апреля 1945 23 ноября 1961                                                                                         | прерваны 20 октября 1947 |
| Бурунди                                 | 1 октября 1962 | |
| Великобритания                          | 2-8 февраля 1924 3 октября 1929                                                                                      | прерваны 26 мая 1927 |
| Венгрия                                 | 4 февраля 1934 25 сентября 1945                                                                                      | прерваны 23 июня 1941 |
| Венесуэла                               | 14 марта 1945 16 апреля 1970                                                                                         | прерваны 13 июня 1952 |
| Верхняя Вольта / Буркина-Фасо           | 18 февраля 1967 | |
| Вьетнам                                 | 30 января 1950 | |
| Габон                                   | 15 октября 1973 | |
| Гайана                                  | 17 декабря 1970 | |
| Гамбия                                  | 17 июля 1965 | |
| Гана                                    | 3 сентября — 2 октября 1957                                                                                          | |
| Гватемала                               | 19 апреля 1945 | |
| Гвинея                                  | 3-4 октября 1958 | |
| Гвинея-Бисау                            | 30 сентября — 6 октября 1973                                                                                         | |
| ГДР                                     | 16 октября 1949 | прекращены 3 октября 1990 |
| Германия                                | 3 марта 1918 16 апреля 1922 3 октября 1990                                                                           | с РСФСР; прерваны 5 ноября 1918 с РСФСР; с 23 июля 1923 — с СССР; прекращены 22 июня 1941                                                         |
| Греция                                  | 8 марта 1924 30 июля 1941                                                                                            | прерваны 3 июня 1941 |
| Дания                                   | 18 июня 1924 10-16 мая 1945                                                                                          | прерваны 22 июня 1941 |
| Доминиканская Республика                | 7-8 марта 1945 | |
| Египет                                  | 6-26 июля 1943 | |
| Замбия                                  | 29-30 октября 1964                                                                                                   | |
| Западное Самоа                          | 2 июля 1976 | |
| Израиль                                 | 15-18 мая 1948 6-15 июля 1953 7 января 1991                                                                          | прерваны 11 февраля 1953 прерваны 9 июня 1967 |
| Индия                                   | 2-7 апреля 1947 | |
| Индонезия                               | 26 января — 3 февраля 1950                                                                                           | |
| Иордания                                | 20 августа 1963 | |
| Ирак                                    | 16 мая 1941 18-19 июля 1958                                                                                          | прерваны 3-8 января 1955 |
| Иран                                    | 26 февраля 1921 | с РСФСР; с 23 июля 1923 — с СССР |
| Ирландия                                | 29 сентября 1973 | |
| Исландия                                | 22-24 июня 1926 | |
| Испания                                 | 28 июля 1933 9 февраля 1977                                                                                          | прерваны в марте 1939 |
| Италия                                  | 7-11 февраля 1924 25 октября 1944                                                                                    | прерваны 22 июня 1941 |
| Йемен (ЙАР)                             | 31 октября 1955 | |
| Йемен (НДРЙ)                            | 1-3 декабря 1967 | |
| Камерун                                 | 18-22 февраля 1964                                                                                                   | |
| Кампучия                                | 23 апреля — 13 мая 1956                                                                                              | |
| Канада                                  | 12 июня 1942 | |
| Кения                                   | 14 декабря 1963 | |
| Кипр                                    | 16-18 августа 1960                                                                                                   | |
| Китай                                   | 31 мая 1924 12 декабря 1932 1-2 октября 1949                                                                         | прерваны 17 июля 1929 прерваны 2 октября 1949 с КНР                                                                                               |
| КНДР                                    | 8-12 октября 1948 | |
| Колумбия                                | 25 июня 1935 19 января 1968                                                                                          | прерваны 3 мая 1948 |
| Коморские Острова                       | 6 января 1976 | |
| Демократическая Республика Конго (Заир) | 29 июня — 7 июля 1960 6 июля 1961 30 ноября 1967                                                                     | прерваны 14-18 сентября 1960 прерваны 21-23 ноября 1963                                                                                           |
| Конго                                   | 16 марта 1964 | |
| Коста-Рика                              | 8 мая 1944 | |
| Куба                                    | 5-14 октября 1942 10 января 1959 13-23 апреля 1960                                                                   | прерваны 3 апреля 1952 (договорённость об обмене посольствами)                                                                                    |
| Кувейт                                  | 11 марта 1963 | |
| Лаос                                    | 7 октября 1960 | |
| Либерия                                 | 11 января 1956 | Прерваны в 1986 году |
| Ливан                                   | 31 июля — 3 августа 1944                                                                                             | |
| Ливия                                   | 31 августа — 4 сентября 1955 18 июля 1989                                                                            | прерваны 31 декабря 1979 |
| Люксембург                              | 26 августа 1935 13 октября 1942                                                                                      | прерваны 15 июля 1940 |
| Маврикий                                | 17 марта 1968 | |
| Мавритания                              | 12 июля 1964 | |
| Мадагаскар                              | 29 сентября 1972 | |
| Малайзия                                | 3 апреля 1967 | |
| Мали                                    | 8-14 октября 1960 | |
| Мальдивы                                | 21 сентября 1966 | |
| Мальта                                  | 20 сентября — 31 октября 1964                                                                                        | |
| Марокко                                 | 29 августа — 4 сентября 1958                                                                                         | |
| Мексика                                 | 4 августа 1924 10-12 ноября 1942                                                                                     | прерваны 26 января 1930 |
| Мозамбик                                | 25 июня 1975 | |
| Монголия                                | 5 ноября 1921 | с РСФСР; с 23 июля 1923 — c СССР |
| Непал                                   | 5 июня — 9 июля 1956                                                                                                 | |
| Нигер                                   | 17 февраля 1972 | |
| Нигерия                                 | 1 октября 1960 — 12 января 1961                                                                                      | |
| Нидерланды                              | 10 июля 1942 | |
| Никарагуа                               | 10-12 декабря 1944                                                                                                   | |
| Новая Зеландия                          | 13 апреля 1944 | |
| Норвегия                                | 15 февраля — 10 марта 1924 5 августа 1941                                                                            | прерваны 15 июля 1940 |
| Объединённые Арабские Эмираты           | 8-23 декабря 1971 | |
| Острова Зелёного Мыса                   | 25 сентября 1975 | |
| Пакистан                                | 27 апреля — 1 мая 1948                                                                                               | |
| Папуа-Новая Гвинея                      | 19 мая 1976 | |
| Перу                                    | 1 февраля 1969 | |
| Польша                                  | 27 апреля 1921 30 июля 1941 2-5 января 1945                                                                          | с РСФСР; с 23 июля 1923 — с СССР; прерваны 17 сентября 1939 с эмигрантским правительством в Лондоне; прекращены 25 апреля 1943 с народной Польшей |
| Португалия                              | 9 июня 1974 | |
| Руанда                                  | 17 октября 1963 | |
| Румыния                                 | 9 июня 1934 6 августа 1945                                                                                           | прерваны 22 июня 1941 |
| Сан-Томе и Принсипи                     | 9 августа 1975 | |
| Саудовская Аравия                       | 16-19 февраля 1926                                                                                                   | |
| Сейшельские острова                     | 30 июня 1976 | |
| Сенегал                                 | 14 июня 1962 | |
| Сингапур                                | 1 июня 1968 | |
| Сирия                                   | 21-29 июля 1944 | |
| Сомали                                  | 1 июля — 11 сентября 1960                                                                                            | |
| Судан                                   | 3-7 января 1956 | |
| Суринам                                 | 25 ноября 1975 | |
| США                                     | 16 ноября 1933 | |
| Сьерра-Леоне                            | 26 апреля 1961- 18 января 1962                                                                                       | |
| Таиланд                                 | 12 марта 1941 | |
| Танзания                                | 10-11 декабря 1961                                                                                                   | с Танганьикой |
| Того                                    | 1 мая 1960 | |
| Тонга                                   | 14 октября 1975 | |
| Тринидад и Тобаго                       | 6 июня 1974 | |
| Тунис                                   | 11 июня — 11 июля 1956                                                                                               | |
| Турция                                  | 3 июня 1920 | между РСФСР и кемалистским правительством; с 23 июля 1923 — с СССР                                                                                |
| Уганда                                  | 11-12 октября 1962                                                                                                   | |
| Уругвай                                 | 21-22 августа 1926 27 января 1943                                                                                    | прерваны 27 декабря 1935 |
| Фиджи                                   | 30 января 1974 | |
| Филиппины                               | 2 июня 1976 | |
| Финляндия                               | 31 декабря 1920 12 марта 1940 6 августа 1945                                                                         | с РСФСР; с 23 июля 1923 — с СССР; прерваны 29 ноября 1939 прерваны 22 июня 1941                                                                   |
| Франция                                 | 28 октября 1924 23 октября 1944 (с августа 1941 были дипломатические отношения с правительством Де Голля в изгнании) | прерваны 30 июня 1941 |
| ФРГ                                     | 13-24 сентября 1955                                                                                                  | |
| Центральноафриканская Республика        | 7 декабря 1960 | |
| Чад                                     | 24 ноября 1964 | |
| Чехословакия                            | 9 июня 1934 18 июля 1941                                                                                             | прерваны 16 марта 1939 |
| Чили                                    | 11 декабря 1944 24 ноября 1964 30 декабря 1990                                                                       | прерваны 27 октября 1947 прерваны 22 сентября 1973                                                                                                |
| Швейцария                               | 18 марта 1946 | |
| Швеция                                  | 15-18 марта 1924 | |
| Шри-Ланка                               | 3-6 декабря 1956 | |
| Экваториальная Гвинея                   | 12 декабря 1968 | |
| Эквадор                                 | 12-16 июня 1945 | |
| Эфиопия                                 | 21 апреля 1943 | |
| Югославия                               | 24 июня 1940 | прерывались в мае-августе 1941 |
| Ямайка                                  | 12 марта 1975 | |
| Япония                                  | 25 февраля 1925 12 декабря 1956                                                                                      | прерваны 9 августа 1945 |

## Посольства СССР
- Посольство России в США
- Посольство СССР в ФРГ (см. Список послов СССР в ФРГ)
- Посольство СССР в Великобритании
- Посольство СССР в Швеции
- Посольство СССР в Нидерландах
- Список послов СССР и России в Саудовской Аравии
- Список послов СССР и России в Австралии
- Список послов СССР и России в Лаосе

## Ссылка
- Дипломатические отношения СССР (1922—1991) и России (недоступная ссылка)